# بافيل بانوف
بافيل بانوف (بالبلغارية: Павел Панов)‏ مواليد 14 سبتمبر 1950 في صوفيا، هو لاعب كرة قدم بلغاري سابق كان يلعب كمهاجم. سبق له أن لعب في كأس العالم لكرة القدم مع منتخب بلاده.

## المسيرة الاحترافية

### أندية لعب لها
- ليفسكي صوفيا
- أريس تسالونيكي

## روابط خارجية
- بافيل بانوف على موقع الاتحاد الدولي (مؤرشف)  (الإنجليزية)
- بافيل بانوف على موقع الاتحاد الأوربي (الإنجليزية)
- بافيل بانوف على موقع قاعدة بيانات كرة القدم.إي يو (الإنجليزية)
- بافيل بانوف على موقع ناشيونال فوتبول تيمز (الإنجليزية)